# Matt Davies
Matt Davies (né le 18 avril 1985) est un athlète australien, spécialiste du sprint.
Son meilleur temps est de 20 s 77 (+1,0) à Canberra le 29 mars 2009.